# ペドロ・パッソス・コエーリョ
ペドロ・マヌエル・マメーデ・パッソス・コエーリョ（ポルトガル語: Pedro Manuel Mamede Passos Coelho、発音：ポルトガル語発音: [ˈpeðɾu mɐnuˈɛɫ mɐˈmɛðɨ ˈpasuʃ kuˈeʎu]、1964年7月24日 - ）は、ポルトガルの政治家。社会民主党代表や首相を歴任した。

## 経歴

### 生い立ち
1964年7月24日にコインブラのセ・ノヴァ教区に末弟として誕生する。父のアントニオ・パッソス・コエーリョ（1926年5月31日、ノルテ地方ヴィラ・レアル生まれ）は精神科医で、1955年に看護婦のマリア・ロドリゲス・サントス・マメーデ（1930年頃、アレンテージョ地方オウリク生まれ）と結婚した。姉のマリア・テレサ・パッソス・コエーリョも精神科医で、兄のミゲル・マメーデ・パッソス・コエーリョは生まれつき脳性麻痺の障害があった。
父が医学を学んだアンゴラ（当時はポルトガルの植民地）で幼少期を送った。1974年のカーネーション革命でアンゴラ人民共和国が成立すると一家は帰国し、ヴィラ・レアルに居を定めた。
14歳で社会民主党の青年組織である「社会民主青年」 (JSD) に加入し、政治活動を開始。1980年から1982年まで、全国委員会のメンバーを務めた。学生時代は父や姉にならって医学や数学に関心を見せたが、最も大きな夢は政治に向けられていた。

### 教育
5歳でアンゴラに渡ってから10歳まで、アンゴラのクイト（旧称シルヴァ・ポルト）や首都ルアンダの学校で学んだ。親の研究で原住民の奥地に分け入ることがあったため、結核などの熱帯病にもかかった。初めはカトリック系学校に通ったが公立校に転校し、またカトリック系学校に移った。1974年のカーネーション革命でアフリカのポルトガル植民地が瓦解すると一家は帰国、ヴィラ・レアル郊外にある曽祖母の屋敷に移ったが、彼はヴィラ・レアル市内の高校に通うため単身引っ越した。父はアンゴラ人民共和国が独立した1975年、家族と再会を果たした。リスボン大学で数学を学ぶため、19歳でリスボンに上京。進学先は第二志望で、第一志望は同大学の医学部だったが、それには非常に高い学力を要した。学業のかたわら、ヴィラ・ポウカ・デ・アギアールの高校で一年間、数学を教えた。数学の家庭教師で生計を立てたが、JSD内部では将来を嘱望され、1987年に副議長、1991年に議長に就任。私生活ではガールズバンド「ドセ」の元メンバー、ファティマ・パディーニャと結婚し、直後の1988年に第一子を授かった。リスボン大学中退後の1999年にルジアダ大学に入学し、2001年に37歳で経済学の学士号を取得した。

### 政治家
社会民主党の青年組織である「社会民主青年」 (JSD) に早くから加わっていたパッソス・コエーリョは、そこで全国委員会委員（1980年 - 1982年）や政治委員会委員長（1990年 - 1995年）を歴任。1991年から1999年まで共和国議会議員を務めるかたわら、北大西洋条約機構 (NATO) 理事（1991年 - 1995年）や社民党副院内総務（1996年 - 1999年）を兼ねた。1997年にはアマドーラ市長選に立候補、敗れはしたものの市議会議員に選ばれ、2001年まで務めた。国会議員を二期務めた彼は終身年金を受け取れるようになったが、彼はそれを辞退した。
2001年、37歳にしてリスボンのルジアダ大学から経済学の学士号を取得。2004年から2006年にかけて、アンジェロ・コレイアが会長を務めていたフォメンティンヴェスト社に最高財務責任者 (CFO) として携わった。社民党のベテラン議員でもあるコレイアはパッソス・コエーリョの親友で、党務や政務におけるパッソス・コエーリョのよき相談相手とされる。
2005年から2006年、ルイス・マルケス・メンデス代表のもとで社民党副代表を務めた。2005年にはヴィラ・レアル市議会の議長にも就いた。2008年5月には党の代表候補として、初めて党の政策綱領の再検討を行った。代表選ではマヌエラ・フェレイラ・レイテに敗れたが、支持者とともにシンクタンク「コンストルイール・イデイアス」を設立。2010年1月21日に著書 Mudar を出版した。2010年3月の代表選に再度立候補し、3月26日付で党代表に選出された。

### 私生活
リスボン大都市圏マッサマ在住。ガールズバンド「ドセ」の元メンバーであるファティマ・パディーニャとのあいだにジョアナ（1988年 - ）とカタリナ（1993年 - ）の二女をもうけた。現在はポルトガル領ギニア（現 ギニアビサウ）出身の理学療法士ラウラ・フェレイラと再婚し、ジュリア（2007年 - ）がいる。ジョアナは幼いころ命にかかわる大事故に遭遇し、現在も後遺症が残る。母語に加えて英語に堪能。

## ポルトガル首相

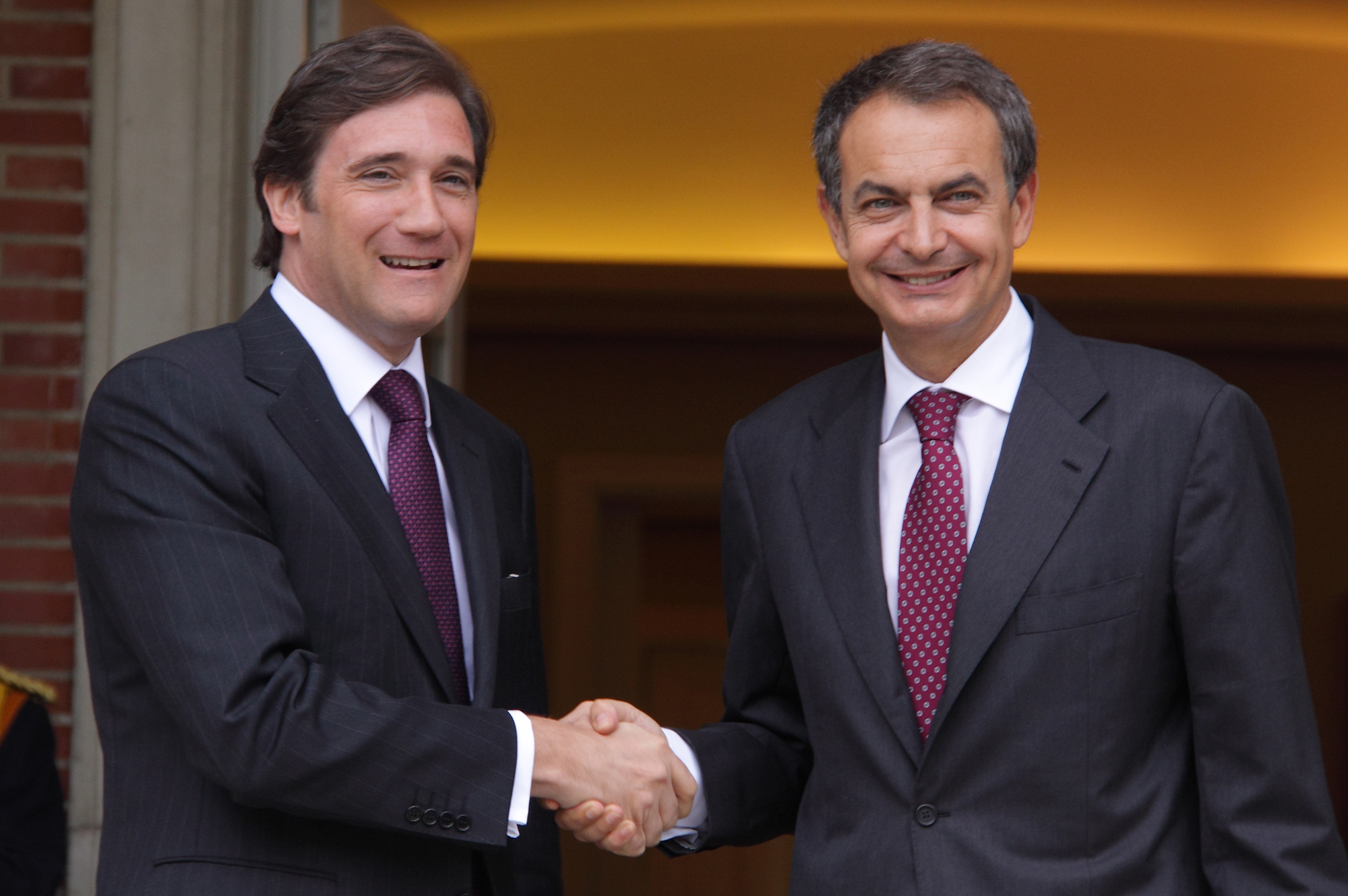
スペインのロドリゲス・サパテロ首相（当時）と（2011年10月）

2011年ポルトガル議会選挙後の6月5日、パッソス・コエーリョはポルトガル共和国首相に選出された。選挙で社民党はジョゼ・ソクラテス首相の社会党をしのぎ、歴史的勝利を収めた。また民主社会中道・人民党 (CDS-PP) と連立を組み、議会で過半数を確立。選挙後ただちに、CDS-PPのパウロ・ポルタス代表と組閣に向けた協議を始めた。

### 概観
パッソス・コエーリョの政策綱領はソブリン・デフォルト（国家債務不履行）危機に対する欧州連合 (EU) / 国際通貨基金 (IMF) の救済策の実行など、社民党史上もっともリベラルなものであった。この救済策には広範にわたる増税や効率化に向けた改革、公共部門への支出の合理化などが含まれる。またポルトガル国営放送の少なくとも一チャンネル、カイシャ・ジェラル・デ・デポシトスの保険業務、一部の国民保健サービスの民営化が求められた。CDS-PPのパウロ・ポルタス代表は、パッソス・コエーリョの提案に一部不賛成を表明した。信条は保守的で、妊娠中絶（緊急時を除く）や安楽死、同性婚に反対する一方、同性愛の市民団体を支援している。前政権が制定した、国内における10週以内の妊娠中絶と同性婚を認める法律を廃止するかは定かでない。選挙期間中は2007年に可決された、10週以内であればいかなる中絶も認める現行の妊娠中絶法を容認する姿勢を見せた。これはポルトガル憲法裁で、判事13名中6名から違憲とされている。パッソス・コエーリョはこのほか、前政権が創設した教育を受けていない大人のための教育資格プログラム Novas Oportunidades を詐欺だと糾弾している。

### 閣僚名簿
2011年6月21日から2015年11月26日まで、パッソス・コエーリョは第19次立憲内閣を率いた。同内閣の閣僚は以下の通り。
| 職名                       | 氏名                                 | 在職期間                        |
| -------------------------- | ------------------------------------ | ------------------------------- |
| 副首相                     | パウロ・ポルタス                     | 2013年7月24日 - 2015年11月24日  |
| 財務                       | ヴィトール・ガスパール               | 2011年6月21日 - 2013年7月1日    |
| 財務                       | マリア・ルイス・アルブケルケ         | 2013年7月1日 - 2015年11月24日   |
| 外務                       | パウロ・ポルタス                     | 2011年6月21日 - 2013年7月24日   |
| 外務                       | ルイ・マシェテ                       | 2013年7月24日 - 2015年11月24日  |
| 国防                       | ジョゼ・ペドロ・アギアール・ブランコ | 2011年6月21日 - 2015年11月24日  |
| 内務                       | ミゲル・マセード                     | 2011年6月21日 - 2014年11月19日  |
| 内務                       | アナベラ・ロドリゲス                 | 2014年11月19日 - 2015年11月24日 |
| 司法                       | パウラ・テイシェイラ・ダ・クルス     | 2011年6月21日 - 2015年11月24日  |
| 大統領および国会担当       | ミゲル・レルヴァス                   | 2011年6月21日 - 2013年4月13日   |
| 大統領および国会担当       | ルイス・マルケス・ゲデス             | 2013年4月13日 - 2015年11月24日  |
| 経済                       | アルヴァロ・サントス・ペレイラ       | 2011年6月21日 - 2013年7月24日   |
| 経済                       | アントニオ・ピレス・デ・リマ         | 2013年7月24日 - 2015年11月24日  |
| 農業海洋                   | アスンソン・クリスタス               | 2011年6月21日 - 2015年11月24日  |
| 環境・空間計画・エネルギー | ジョルジェ・モレイラ・ダ・シルヴァ   | 2013年7月24日 - 2015年11月24日  |
| 保健                       | パウロ・マセード                     | 2011年6月21日 - 2015年11月24日  |
| 文部科学                   | ヌーノ・クラート                     | 2011年6月21日 - 2015年11月24日  |
| 連帯・雇用・社会保障       | ペドロ・モタ・ソアレス               | 2011年6月21日 - 2015年11月24日  |
| 地域開発                   | ルイス・ポイアレス・マドゥーロ       | 2013年4月13日 - 2015年11月24日  |

### 主な政策
2011年7月と8月に内閣は、欧州連合 (EU) と国際通貨基金 (IMF) が提示した金融危機救済策実行のため、歳出削減と追加増税によるさらなる緊縮財政措置を発表する一方、貧困層のための社会保障パッケージを創設した。こうした一連の追加措置が功を奏し、予算赤字は抑制された。このなかには医療・教育・社会保障関係支出の大幅削減も含まれる。また税金の無駄遣い抑止のため、地方行政改革を断行。全国18の行政府とフレゲジア（第二級行政区画）が廃止された。フレゲジアの数は2006年の時点で4261にのぼった（ポルトガル統計局調べ）。
- 公務員 - 大幅削減、および労使交渉のための仕組みづくり。社民党は公務員給与がもはや持続不能なほど膨れ上がっているため、5人につき1人のみ残すと表明した。極端に多くの公務員が過去数十年にわたって採用されていた事実も明らかになった。独立した過程を保証するため、公共部門の採用手続きは改められ、給与も削減された。ガスパール財務相は2011年10月18日、ポルトガルのテレビ局RTP1で、公務員給与のカットは大量解雇を回避する唯一の方途であったと釈明した。給与削減を実行しなければ、10万人の公務員が職を失ったであろうとも述べた（ポルトガルの公務員は、法律によって失業から保護されている）[15]。
- 行政 - 政権発足直後、90日以内に廃止ないし民営化する機関の公表を公約。これには財政的に厳しく、無駄とみなされた全国の公共機関や財団、公社が含まれた。
- 税制 - 増税。ほとんどの物品やサービスに対する消費税など、間接税の税率引き上げ。
- 労働 - 労働者に極力影響を及ぼさない範囲で労働法を改正。週末が長くなるのを避けるため、国民の休日を週の半ばに移行。失業給付の給付期間ないし給付額の削減。
- 民営化 - 公益事業体のエネルジアス・ドゥ・ポルトガル (EDP) や電力会社のヘデス・エネルジェティカス・ナシオナイス (REN) 、金融のバンコ・ポルトゥゲス・デ・ネゴシオス、フラッグ・キャリアのTAP ポルトガル航空の経営権を2011年末までに譲渡。カイシャ・ジェラル・デ・デポジトス (CGO) の保険業務も売却し、銀行部門の自己資本比率と貸し出し能力拡大につなげる。ポルトガル・テレコムなどの黄金株もあわせて売却する。
- 運輸 - マドリード-リスボン間の高速鉄道計画は保留。歳出削減と署名済みの契約を考慮した末の決定であった。リスボンやポルトにおけるバス・地下鉄事業の売却も示唆。ポルトガル鉄道については、営業赤字と累積する債務の支払いが急務とした。
- 規制 - 規制機関を独立機関にし、職員の採用過程に行政や議会、大統領を介する。
- メディア - 経費削減のため、ポルトガル国営放送 (RTR) の運営するメディア会社をリストラクチュアリングするとともに、ふたつのテレビチャンネルのひとつを民営化。同じく国営のルーザ・ニュース・エージェンシーも再編された。
- 監視 - IMF、欧州委員会、欧州中央銀行の通称「トロイカ」との合意で、行政監視にあたる特別団を編成。
- 保健 - 「原則無料の医療サービスを維持するよりときに効率的」として、公立病院を民間の手にゆだねる。その結果、医療費の国民負担分は増え続けている。
- 外交 - アンゴラやブラジルといったポルトガル語圏との経済関係強化。厳しい貧困に直面する失業者や不完全雇用者を支援するため、移民政策をバックアップする[16][17]。

### 退陣
2015年の総選挙で、社会民主党は第一党を維持したものの過半数割れに追い込まれた。その数週間後、パッソス・コエーリョ政権に対する不信任決議案が可決され、首相を辞任した。その後も社会民主党の代表には留まったが、2017年の統一地方選の敗北の責任を取り、翌年辞任した。

## 選挙結果

### 2008年社民党代表選
| 2008年5月31日投票 | 2008年5月31日投票            | 2008年5月31日投票 | 2008年5月31日投票 |
| 候補者            | 候補者                       | 得票数            | %                 |
| ----------------- | ---------------------------- | ----------------- | ----------------- |
|                   | マヌエラ・フェレイラ・レイテ | 17,224            | 37.9              |
|                   | ペドロ・パッソス・コエーリョ | 14,134            | 31.1              |
|                   | ペドロ・サンタナ・ロペス     | 13,427            | 29.6              |
|                   | パティーニャ・アントン       | 308               | 0.7               |
|                   | 白票                         | 254               | 0.6               |
|                   | 無効票                       | 97                | 0.2               |
| 合計              | 合計                         | 45,444            | 58.95             |

- （出典：公式の選挙結果）

### 2010年社民党代表選
| 2010年3月26日投票 | 2010年3月26日投票                    | 2010年3月26日投票 | 2010年3月26日投票 |
| 候補者            | 候補者                               | 得票数            | %                 |
| ----------------- | ------------------------------------ | ----------------- | ----------------- |
|                   | ペドロ・パッソス・コエーリョ         | 31,671            | 61.2              |
|                   | パウロ・ハンジェル                   | 17,821            | 34.4              |
|                   | ジョゼ・ペドロ・アギアール・ブランコ | 1,769             | 3.4               |
|                   | カスタニェイラ・バロス               | 138               | 0.3               |
|                   | 白票                                 | 241               | 0.5               |
|                   | 無効票                               | 108               | 0.2               |
| 合計              | 合計                                 | 51,748            | 66.26             |

- （出典：公式の選挙結果）